# بركت رمادي
بركت رمادي (الاسم العلمي: Mazama gouazoubira) (بالإنجليزية: Gray brocket)‏ هو نوع من الحيوانات يتبع جنس البركت من فصيلة الأيليات.